# 弘农涧河特大桥
弘农涧河特大桥是位于中华人民共和国河南省三门峡市灵宝市函谷关镇的一个桥梁，是十三五规划期间国道310南移项目的一个重点工程，由中建七局交通公司轨道交通事业部承建。大桥于2020年9月17日建成，被称作“河南第一高桥”。

## 桥梁数据
- 桥梁全长:3145米
- 主桥长:1134米
- 主桥宽:39米
- 桥墩最高墩:126.5米
- 桥墩平均墩高:100米
- 设计时速:80公里
- 最大跨径:160米[1]

## 历史
2013年10月，大桥右半幅实现合拢，同时启动左半幅建设。
2020年1月，因为新冠疫情，大桥停工。
2020年3月5日，大桥开始复工。
2020年9月17日，大桥建设完成。